# Mokshud Mokshud
Mokshud Mokshud – bengalski lekkoatleta, jedyny reprezentant Bangladeszu na paraolimpiadzie w Atenach 2004 startujący w biegu na 400 m w klasie T46.
W swoim biegu kwalifikacyjnym (heat 5) uzyskał rezultat 1 min. 15,90 sek. i nie zakwalifikował się do biegu finałowego.